# Жаупаси
Жаупаси (порт. Jaupaci) — муниципалитет в Бразилии, входит в штат Гояс. Составная часть мезорегиона Центр штата Гойас. Входит в экономико-статистический микрорегион Ипора. Население составляет 3154 человека на 2006 год. Занимает площадь 527,200 км². Плотность населения — 6,0 чел./км².

## История
Город основан 10 апреля 1960 года. 

## Статистика
- Валовой внутренний продукт на 2003 год составляет 16 172 827,00 реалов (данные: Бразильский институт географии и статистики).
- Валовой внутренний продукт на душу населения на 2003 год составляет 5127,72 реалов (данные: Бразильский институт географии и статистики).
- Индекс развития человеческого потенциала на 2000 год составляет 0,710 (данные: Программа развития ООН).